# Can Reitg
Can Reitg és un habitatge del municipi de Castelló d'Empúries (Alt Empordà) inclòs en l'Inventari del Patrimoni Arquitectònic de Catalunya.

## Descripció
Situada dins l'antic nucli emmurallat de Castelló, en el barri del puig Salner, la seva finca veïna és la Casa Climent i, a l'altre costat del carrer, la Casa Ametlla.
Edifici de planta rectangular i tres crugies que consta de planta baixa, planta pis i golfes, amb un gran pati a la part posterior de la finca, que limita amb el carrer Pere Estany. La coberta és de teula àrab amb el carener paral·lel a la façana principal. Al vestíbul, rehabilitat en els últims temps, es localitza un pou. Però la part més destacable de la planta baixa és un porxo d'arc rebaixat de fàbrica de maó, amb coberta de volta de maó a la catalana, que dona pas al jardí. De la primera planta destaca la sala gran, amb coberta de revoltons arrebossada i pintada, probablement durant l'última rehabilitació de l'edifici, i dues grans terrasses, una amb sortida al carrer Pere Estany i l'altra paral·lela a la façana principal i delimitada per una balustrada a manera de barana. Les golfes han estat força rehabilitades, ja que la teulada ha estat restituïda de nou. Però conserva la distribució original de l'espai, amb un gran arc de mig punt que integra la zona central. La façana principal presenta, només a la planta baixa, un parament íntegre de carreus treballats i un únic accés a l'interior. Es tracta d'un gran portal d'arc de mig punt adovellat. Al seu costat hi ha un altre portal d'arc rebaixat que dona accés directe al pati. A la primera planta s'obren tres obertures rectangulars amb balcó. Només la del mig té els brancals i la llinda de pedra, amb una inscripció en baix relleu on apareix l'any 1788. Destaca el fet que aquest balcó no es troba alineat verticalment amb el portal d'entrada, cosa que indica que corresponen a dues fases constructives diferents. A la planta golfes s'ubica un altre petit balcó d'obertura rectangular i una petita finestra quadrada sense cap mena de decoració.

## Història
Malgrat la inscripció present en el balcó principal de la primera planta, que data la casa de l'any 1788, hi ha una altra referència més antiga de la casa Reitg. Miquel Pujol i Canelles, a un article escrit sobre la biografia de Jeroni Pujades, esmenta la casa com l'habitació d'aquest il·lustre personatge de la història de Castelló, durant la primera desena del segle xvii. Aquesta dada enllaçaria, probablement, amb les fases constructives documentades a l'edifici actual.